# RAPD
RAPD (vyslovováno „rapid“, zkratka z angl. Random Amplification of Polymorphic DNA, česky náhodná amplifikace polymorfní DNA) je metoda založená na PCR. Pokrývá variabilitu napříč celými zkoumanými genomy, zároveň nevyžaduje jejich předchozí znalost ani speciálně navržené primery, či hybridizační sondy, proto nalezla četné uplatnění v populačně-genetických a fylogenetických studiích (zejm. u nemodelových taxonů), či při výzkumu mikrobiální diverzity. Největší rozmach zaznamenala v 90. letech, posléze ji částečně nahradily modernější metody, jako je analýza mikrosatelitů, případně přímá sekvenace DNA.

## Princip metody
Pro RAPD se používá PCR s krátkými (10 nukleotidů) primery. Jeden primer zde slouží zároveň jako tzv. reverse i forward primer. Namnoží se tak jen ty úseky DNA, v jejichž případě se nachází shodná vazebná místa v amplifikovatelné vzdálenosti (do cca 4000 bp). Následně jsou separovány podle délky pomocí gelové elektroforézy. Variabilita je dána jednak mutacemi ve vazebných místech, jednak insercí či delecí (zkráceně tzv. indel-y) v amplifikovaném řetězci. Výstupem pak je vzor proužků, který vypovídá o celém analyzovaném řetězci DNA (předpokládá se, že vazebná místa pro tak krátké primery se vyskytují v genomu náhodně, nezávisle na tom, jedná-li se o kódující, či nekódující oblasti). Nevýhodou metody však je její nízká reprodukovatelnost a též fakt, že výstupem jsou dominantní markery (nelze odlišit homozygoty a heterozygoty).

## Využití
Tato metoda v 90. letech byla cenným nástrojem pro studium genetické variability. Napomohla např. odhalení původu některých domestikovaných rostlin, jako je ječmen (Hordeum vulgare), tzv. čínská pažitka (Allium tuberosum) nebo tykev Cucurbita pepo var. ovifera. Další uplatnění má zejména v mikrobiologii.

## Další metody
Na obdobném principu je založeno tzv. AP-PCR (z angl. Arbitrarily Primed PCR), které využívá delších primerů (20 nukleotidů a delších), či DAF (z agnl.DNA Amplification Fingerprints), kde jsou naopak používány kratší primery (od 5 nukleotidů). Prostřednictvím sekvenace úseků amplifikovaných při RAPD lze odvodit druhově specifické markery, tzv. SCARs (z angl. Sequence Characterized Amplified Region, tedy amplifikovaná oblast charakterizovaná sekvencí), které lze snadno opakovaně použít pro odlišení zkoumaných druhů .